# Lijst van ministers van Onderwijs van Aruba
De minister van Onderwijs van Aruba is lid van de ministerraad van Aruba. Het ambt bestaat sinds 1 januari 1986 toen het eilandgebied Aruba, na vertrek uit de Nederlandse Antillen, een land werd binnen het Koninkrijk der Nederlanden.
De minister van onderwijs is verantwoordelijk voor het onderwijs, het bevorderen van algemeen wetenschappelijk onderzoek, de her-, om- en bijscholing, het bibliotheekwezen en de kinderopvang. Het ministerie van onderwijs wordt wisselend gecombineerd met andere ministeriële portefeuilles of dossiers.
|           | Minister                  | Naam                              | Kabinet        | Periode                   | Partij | Opmerkingen                                                                      |
| --------- | ------------------------- | --------------------------------- | -------------- | ------------------------- | ------ | -------------------------------------------------------------------------------- |
|           |                           | Mito Croes (1946-2016)            | Henny Eman I   | 01-01-1986 t/m 08-02-1989 | AVP    | tevens minister van welzijnszaken                                                |
|           |                           | Fredis Refunjol (1950)            | Oduber I       | 09-02-1989 t/m 02-03-1993 | MEP    | idem                                                                             |
| Oduber II | 03-03-1993 t/m 01-09-1994 | Fredis Refunjol (1950)            | idem           |                           | MEP    |                                                                                  |
|           |                           | Eddy Croes                        | Henny Eman II  | 01-09-1994 t/m 17-06-1998 | AVP    | idem                                                                             |
|           |                           | Mary Wever-Laclé (1947-2020)      | Henny Eman III | 17-06-1998 t/m 30-10-2001 | AVP    | tevens minister van arbeid                                                       |
|           |                           | Fredis Refunjol (1950)            | Oduber III     | 30-10-2001 t/m 01-05-2004 | MEP    | tevens minister van administratieve zaken; werd benoemd tot gouverneur van Aruba |
|           |                           | Frido Croes (1957-2020)           | Oduber III     | 01-05-2004 t/m 07-11-2005 | MEP    | tevens minister van administratieve zaken                                        |
|           |                           | Marisol Lopez-Tromp (1969)        | Oduber IV      | 08-11-2005 t/m 29-10-2009 | MEP    | tevens minister van sociale zaken en infrastructuur                              |
|           |                           | Arthur Dowers (1965)              | Mike Eman I    | 30-10-2009 t/m 30-10-2013 | AVP    | tevens minister van justitie                                                     |
|           |                           | Michelle Hooyboer-Winklaar (1969) | Mike Eman II   | 31-10-2013 t/m 16-11-2017 | AVP    | tevens minister van gezin                                                        |
|           |                           | Rudy Lampe (1958)                 | Wever-Croes I  | 17-11-2017 t/m 19-09-2021 | RED    | tevens minister van wetenschappen en duurzame ontwikkeling                       |
|           | Endy Croes                | Endy Croes                        | Wever-Croes II | 20-09-2021 t/m heden      | MEP    | tevens minister van sport                                                        |

Zie de lijst van ministers van Onderwijs van de Nederlandse Antillen voor de periode 1955-1985.